# Nino Buryanadze
Ninó Buryanadze (georgiano: ნინო ბურჯანაძე) (*16 de julio de 1964) es una jurista y política georgiana, presidenta de Georgia entre el 23 de noviembre de 2003 y el 25 de enero de 2004.

## Estudios
Buryanadze nació en Kutaísi y su padre fue Anzor Buryanadze. Se graduó en 1986 en la Facultad de Derecho de la Universidad Estatal de Tiflis (TSU) y estudió en la Universidad Estatal de Moscú entre 1986 y 1989, de donde egresó como doctorada en Derecho Internacional en 1990.

## Actividad académica
Desde 1991 ha sido profesora asociada en la Facultad de Derecho Internacional en la TSU. Se destaca por su postura prooccidental y ha dicho que quiere que Georgia se integre a la Unión Europea y la OTAN lo más pronto posible. En cuanto a la OTAN, considera que es inminente que los países bálticos se integren puesto que luego del fin de la Guerra Fría, han quedado en aislamiento político, por lo que es urgente buscar organizarse en el concierto internacional.

## Cargos políticos
Como líder de la oposición política, en 2003 encabezó una ola de críticas que llevaron al país a una severa crisis institucional, la cual desembocó en la renuncia de algunos funcionarios y la reestructuración de algunas instituciones. El conflicto se resolvió parcialmente por medio del diálogo propuesto por el gobierno. A dicho conflicto se le conoce como la Revolución Rosa.
Fue Presidenta de Georgia desde el 23 de noviembre de 2003 al 25 de enero de 2004, después de la renuncia de Eduard Shevardnadze a causa de la "Revolución de las Rosas". En 2004, su partido ganó la presidencia con un 96% de los votos a favor, dando seguimiento a las políticas del interinado realizado por Buryanadze.
Su principal misión en la presidencia fue pacificar al país, puesto que la dimisión del presidente Shevardnadze desencadenó diversas protestas y reacciones policiales que sembraron pánico y resentimiento en la masa social.
Luego de la elección de Mijeíl Saakashvili para el puesto de presidente, Buryanadze retomó la presidencia y portavocía del Parlamento georgiano. Dejó de ser la presidenta del Parlamento en junio de 2008. En noviembre de 2008 anunció la creación del Partido Democrático-Georgia Unida y está en la oposición.